# Filharmonia Kaliska
Filharmonia Kaliska (FK) – filharmonia założona w 1974 w Kaliszu jako Kaliska Orkiestra Symfoniczna, miejska instytucja kultury; jedna z dwóch filharmonii w województwie wielkopolskim; od 2021 dyrektorem filharmonii jest Rubén Silva.

## Opis
Filharmonia Kaliska powstała z inicjatywy Andrzeja Bujakiewicza. Pierwszy koncert Kaliskiej Orkiestry Symfonicznej odbył się 19 października 1974. W 1980 orkiestrze nadano status instytucji państwowej i nazwę Państwowa Orkiestra Symfoniczna w Kaliszu, w 1993 przekształcono w Filharmonię Kaliską. Obok orkiestry symfonicznej działają zespoły kameralne: kwartet smyczkowy (od 1996), trio stroikowe, kwintet dęty.
Filharmonia Kaliska jest organizatorem Międzynarodowego Festiwalu Muzyki Perkusyjnej i Letniego Festiwalu Muzycznego Południowej Wielkopolski oraz współorganizatorem Międzynarodowego Festiwalu „Chopin w barwach jesieni”, który odbywa się w Antoninie, Kaliszu i Ostrowie Wielkopolskim. W 2001 z inicjatywy Filharmonii Kaliskiej i Teatru Wielkiego w Poznaniu powstała Scena Operowa w Kaliszu (zainaugurowała działalność inscenizacją Czarodziejskiego fletu Wolfganga Amadeusa Mozarta).
Zespół filharmoników kaliskich koncertuje w kraju i za granicą (m.in. w 2006 koncertem w Brukseli inaugurował sezon artystyczny Flandrii).
W 2014 album Night in Calisia Randy'ego Breckera, Włodzimierza Pawlika i Orkiestry Symfonicznej Filharmonii Kaliskiej pod batutą Adama Klocka zdobył Nagrodę Grammy w kategorii „najlepszy album dużego zespołu jazzowego"; była to pierwsza w historii polskiego jazzu Nagroda Grammy, a Filharmonia Kaliska była drugą – po Orkiestrze Symfonicznej Filharmonii Narodowej – polską orkiestrą symfoniczną, która zdobyła tę nagrodę.

## Siedziba
Siedziba znajduje się przy Al. Wolności 2. Na początku XIX wieku nad Prosną, przy ówczesnej ulicy Józefiny, stał młyn wodny. W 1817 r. obiekt ten otrzymali od miasta bracia Repphanowie. W 1822 r. Beniamin Repphan przebudował budynek na folusz, pracujący także na rzecz innych kaliskich zakładów włókienniczych. Na początku XX wieku miasto zakupiło stojące nad Prosną obiekty po foluszu Repphanów, w których uruchomiono małą elektrownię wodną i łaźnie miejskie. Od początku lat 90. w budynku funkcjonuje Dom Muzyka mieszczący biura filharmonii i mieszkania muzyków.

## Sala koncertowa
Filharmonia Kaliska nie posiada własnej sali koncertowej. Instytucja na potrzeby koncertów użytkuje aulę wchodzącą w skład Wydziału Pedagogiczno-Artystycznego Uniwersytetu im. Adama Mickiewicza w Poznaniu, która znajduje się przy ul. Nowy Świat 28–30 w Kaliszu. Aula liczy ponad 400 miejsc. 

## Dyrektorzy
| Dyrektorzy Filharmonii Kaliskiej (dyrektorzy naczelni i artystyczni od 1974) | Dyrektorzy Filharmonii Kaliskiej (dyrektorzy naczelni i artystyczni od 1974) |
| ---------------------------------------------------------------------------- | ---------------------------------------------------------------------------- |
| 1974–1990                                                                    | Andrzej Bujakiewicz, dyrektor naczelny i artystyczny                         |
| 1990–1999                                                                    | Elżbieta Bieniecka, dyrektor naczelny                                        |
| 1990–1993                                                                    | Krzysztof Lewandowski, dyrektor artystyczny                                  |
| 1993–1998                                                                    | Mieczysław Gawroński, dyrektor artystyczny                                   |
| 1999–2005                                                                    | Tadeusz Wicherek, dyrektor naczelny i artystyczny                            |
| 2006–2020                                                                    | Adam Klocek, dyrektor naczelny i artystyczny                                 |
| od 2021                                                                      | Rubén Silva, dyrektor naczelny i artystyczny                                 |